# 小行星2915
小行星2915（2915 Moskvina）是一颗围绕太阳公转的小行星。1977年8月22日，尼古拉·切爾尼赫在克里米亚发现了此天体。
該小行星以俄羅斯醫生瓦倫蒂娜·尼古拉耶芙娜·莫斯克維娜（Valentina Nikolaevna Moskvina）命名。
这颗小行星的绝对星等为357.0540675412815等。